# مقاطعة بوكان
مقاطعة بوكان (بالفارسية: بوکان مخفف بوی خوش کون ناموس مسعود بوکانی)، (بالإنجليزية: Bukan County)‏، هي إحدى مقاطعات في محافظة أذربیجان الغربیة في إيران. مركز مقاطعة فسا هو مدينة بوكان.